# Шиффнер, Мэтью
Мэтью Шиффнер (англ. Matthew Shiffner; ок. 1690 года ― декабрь 1756 года) ― российский и британский купец. Происходил из рода балтийских немцев. В 1711 году стал натурализованном гражданином Великобритании. Располагал обширными и влиятельными семейными связями, что позволило ему занять высокое место в купеческой среде России. Имел тесные деловые отношения с Московской компанией, был одним из крупнейших посредников в экспорте российских товаров в Великобританию в 1730-х годах. Ближе к концу жизни, однако, потерял поддержку при российском императорском дворе, и в 1740 году перебрался в Лондон, где продолжал вести коммерческие дела в своём офисе на Брод-стрит вплоть до конца своей жизни.

## Биография

### Происхождение, юность
Исследователи биографии Шиффнера, основываясь на определенных расчётах, утверждают, что он родился около 1690 года. Вокруг его происхождения витают различные домыслы и слухи. Поздние исследователи генеалогии называют Шиффнера сыном «архиепископа Рижского». Так или иначе, достоверных сведений о семье, где он родился, не существует, хотя он вероятно, происходил из рода прибалтийских немцев.
В 1711 году он стал натурализованным английский гражданином согласно положениям Акта о натурализации иностранных протестантов 1708 года. Вскоре после приобретения английского гражданства Шиффнер присоединился к Московской компании, которая вплоть до 1698 года располагала монополией на торговлю между Англией и Россией и продолжала успешно зарабатывать на этом деле на протяжении ещё более двух столетий после потери данной привилегии. Вернулся в Россию и в 1720 году в Риге числился как «Postdirektor». Там же он женился на представительнице немецко-балтийской знати Хедвиге Агнаты Бруйнингк, дочери Хайнтриха Бруйнингка, который был пастором с университетским образованием и генералсуперинтендантом лютеранской церкви в Лифляндии. В 1723 году Шиффнер переехал в Санкт-Петербург, где развернул торговлю пенькой в партнёрстве с Джейкобом Вулффом и Джоном Эдвардсом. Факт ведения им предпринимательской деятельностью отмечают его современники Сэмюэл Холден и Томас Уэйл.

### Карьера
Когда герцогиня Курляндская Анна Иоанновна стала императрицей России в 1730 году, немецкие прибалтийские купцы сумели использовать свои уже существующие связи с герцогской семьёй для дальнейшего продвижения их торговых интересов. Супруга Шиффнера была гувернанткой при дворе герцогини, а её младшая сестра, Анна-Люсия, была её фрейлиной. Мэтью Шиффнер и его партнёр Джейкоб Вулфф воспользовались этими связями, чтобы стать одним из крупнейших торговых домов в Санкт-Петербурге. В 1730 году их фирма заключила контракт на поставку 1500 бочек калийной соли, хотя они также занимались торговлей ревенем волнистым, пенькой и другими товарами. В начале 1730-х годов они смогли снарядить корабли на поставку 3600 тонн железа из Сибири. Последовавшие в 1734 и 1735 годах контракты, позволили им стать крупнейшими торговцами ревеня в России. Сэмюэл Холден занимался переговорами с британской стороной и получал до половины дохода по договору с Вулффом и Шиффнером.
Смерть императрицы Анны Иоанновны в 1740 году положила конец успешной деятельности фирмы Шиффнера в России, после чего он переехал в Лондон, где он открыл офис на Брод-стрит и позже ― в Бишопгейт. Умер в декабре 1756 года, и его завещание, в котором он передавал своё имущество детям и вдове, было представлено на рассмотрение в Кентерберийском суде привилегий. Семейный бизнес Шиффнера перешёл к его сыновьям, Генри и Джону, которые продолжили торговлю в странах Балтийского региона. В 1761 году их предприятие было признано несостоятельным, в чём Генри обвинял брата Джона и его «дурь».

### Семья
У Мэтью Шиффнера и Агнаты Бруйнингк вместе родилось четверо сыновей и две дочери:
- Генри Шиффнер (1721―1795) ― купец, член парламента от округа Майнхед в 1761―1768 гг.
- Джон Шиффнер (ум. ок. 1790) ― купец, в 1753 году женился на Елизавете Элеоноре Годин (1733―1812), дочери Стефана Питера Година[7][8][9].
- Самуил Шиффнер (ум. 1762) ― купец, занимался предпринимательской деятельностью на Ямайке.
- Мэтью Шиффнер-младший ― получил 2 000 фунтов по завещанию отца. Был удостоен докторской степени в Лейденском университете.
- Екатерина Шиффнер  ― вышла замуж за Мэтью Дорина из Лондона.
- Бенигна Готлиб Шиффнер ― крёстная дочь императрицы Анны Иоанновны. Получила 4 000 фунтов по завещанию отца. Вышла замуж за Винсента Джона Биско из Суррей.